# 王成 (1969年)
王成（1969年6月—），男，汉族，山西朔州人，中华人民共和国政治人物。朔县师范学校、山西师范大学、山西财经大学毕业，山西财经大学政治经济学博士。曾任中共湖南省委常委、组织部部长，中共浙江省委常委、组织部部长等职务，现任中共浙江省委副书记，第十三届全国人大代表。中共第二十届中央候补委员。

## 生平

### 山西
王成1987年7月毕业于朔县师范学校，随后短暂到朔州市平鲁区上麻黄头学校教书。1987年9月，他进入山西师范大学政治经济学专业就读大学本科，毕业后继续在此攻读硕士研究生。1991年1月加入中国共产党。
1994年6月，王成硕士毕业，随即参加工作，进入山西省人民政府办公厅任职，历任省政府办公厅科教处干事、社会处干事、主任科员等职务。期间，他曾在榆社县社城镇挂职副镇长。1997年12月至1998年1月，他短暂担任临汾地区行署办公室副主任。
1998年1月，他回到省会太原市，任山西省人民政府办公厅副处级秘书。2000年2月起，他在山西省经贸委任职，历任办公室调研员、中小企业处处长、投资与规划处处长。
2004年6月，王成出任山西省国防科技工业办公室副主任、国防科工办党委委员。2007年5月，他改任山西省政府副秘书长。任职期间，王成于2008年9月开始在山西财经大学政治经济学专业攻读博士学位，2011年6月毕业。2011年5月，他转往忻州市任职，任中共忻州市委常委，后兼任常务副市长。
2013年3月，王成再次回到太原市，任山西省发展和改革委员会副主任、党组成员，山西省转型综改办专职副主任，明确为正厅长级。2015年7月，他被任命为中共太原市委副书记。一年后，他改任中共晋中市委副书记、晋中市代市长，并在后来被晋中市人民代表大会选为市长。2018年2月24日，当选为第十三届全国人大代表。2018年2月，王成改任中共晋中市委书记。2019年3月，他被任命为山西省人民政府副省长，成为一名副省部级官员。

### 湖南
2021年1月，王成跨省履新，任中共湖南省委常委、组织部部长。

### 浙江
2022年3月，再度跨省任中共浙江省委常委、组织部部长、党校校长。2025年1月，升任中共浙江省委副书记。同年4月，不再兼任中共浙江省委组织部部长、党校校长职务。